# François-René Moreaux
François-René Moreaux (Rocroi, França, 3 de janeiro de 1807 — Rio de Janeiro, 25 de outubro de 1860) foi um pintor, fotógrafo e professor francês radicado no Brasil. Era irmão do também pintor Louis-Auguste Moreaux.

## Biografia

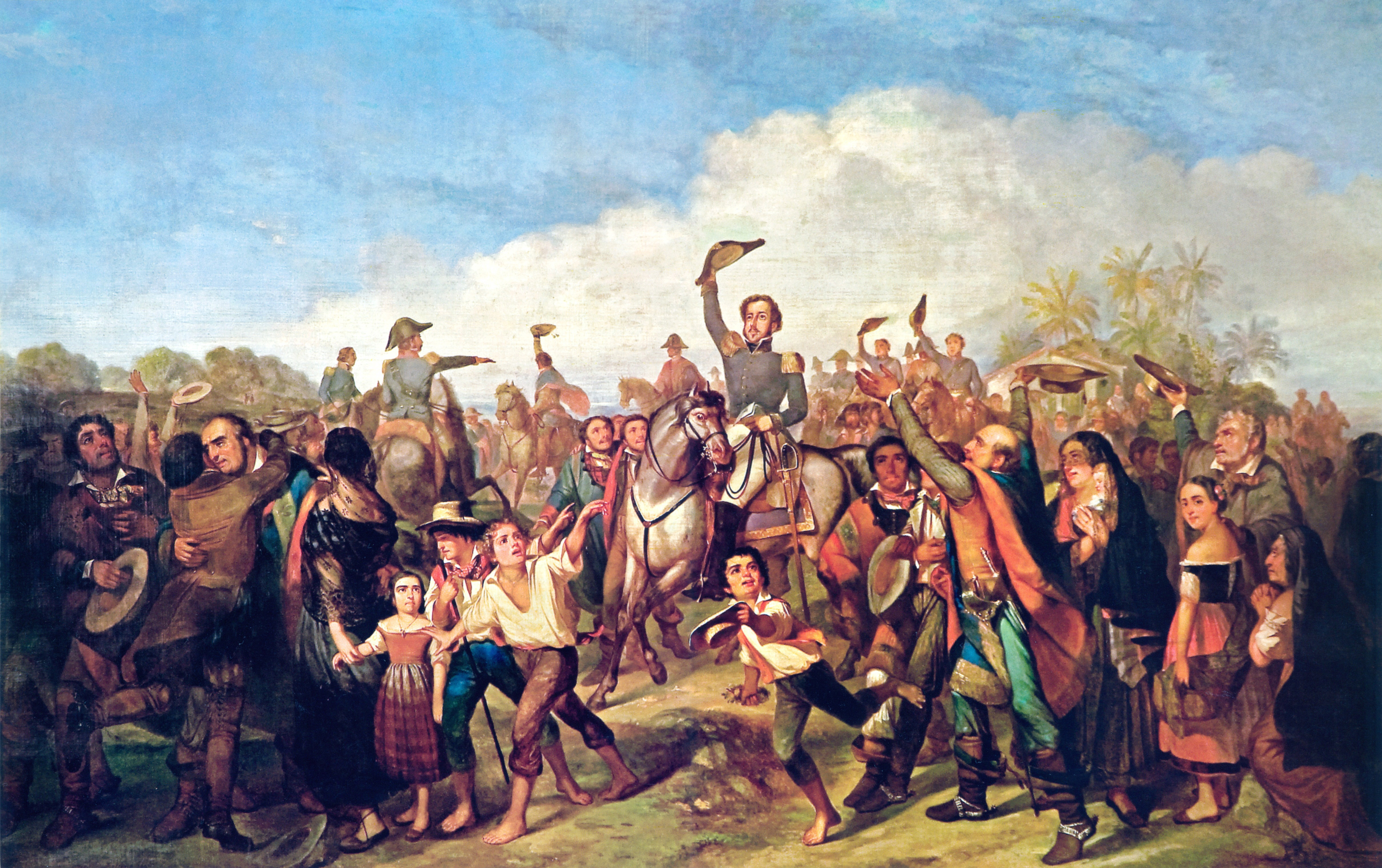
A Proclamação da Independência, de François-René Moreau.

Ainda na França foi aluno de Jean-Baptiste Couvelet e do Barão de Gross. Tornou-se mestre de seu irmão Louis-Auguste Moreaux, também pintor. Seu outro irmão, Léon Charles-Florent Moreaux, também é pintor.
Juntos partiram em 1838 para o Brasil, e depois de terem percorrido o Nordeste e depois o Sul do país (nos estados de Pernambuco, Bahia e Rio Grande do Sul), os dois irmãos estabeleceram-se no Rio de Janeiro.
Deu aulas em seu ateliê e atuou como caricaturista. Em 1844 pintou o quadro A Proclamação da Independência retratando o momento em que D. Pedro teria proclamado a Independência do Brasil. Em 1856, junto com outros, fundou o Liceu de Artes e Ofícios, que também dirigiu e onde foi professor de desenho. No ano seguinte, com Heaton e Regensburg, fundou a Galeria Contemporânea Brasileira.
Dedicou-se especialmente ao retrato, mas cultivou também a pintura histórica. Pelo quadro A Sagração de Dom Pedro II recebeu o hábito da Ordem de Cristo. Expôs nos salões da Academia até 1850, voltando a aparecer em 1859. Deixou retratos de diversas personalidades da época.

## Obras
Particularmente conhecido como pintor de história, notadamente com O Grito do Ipiranga que decorou o Senado, e retratista, Moreaux também produziu algumas vistas urbanas. Produziu retratos de diversas personalidades da época, como para a série litográfica publicada pela Heaton e Rensburg Galeria Contemporânea Brasileira . Além disso, como era prática quase obrigatória, pintou também os retratos dos imperadores em duas telas hoje conservadas no Museu Imperial do Brasil. Porém, um dos retratos mais marcantes é segundo Leite o Retrato de Menina guardado no Museu Nacional de Belas Artes, em que o autor esquece por um momento as lições do Barão Gros e sua teatralidade habitual para representar uma figura de corpo inteiro de um criança com uma paisagem ao fundo, num ambiente quase engenhoso e decididamente encantador e simples.

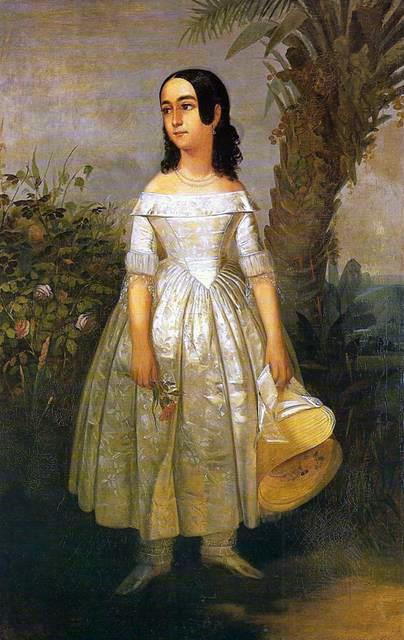
Retrato de Menina, 1841.
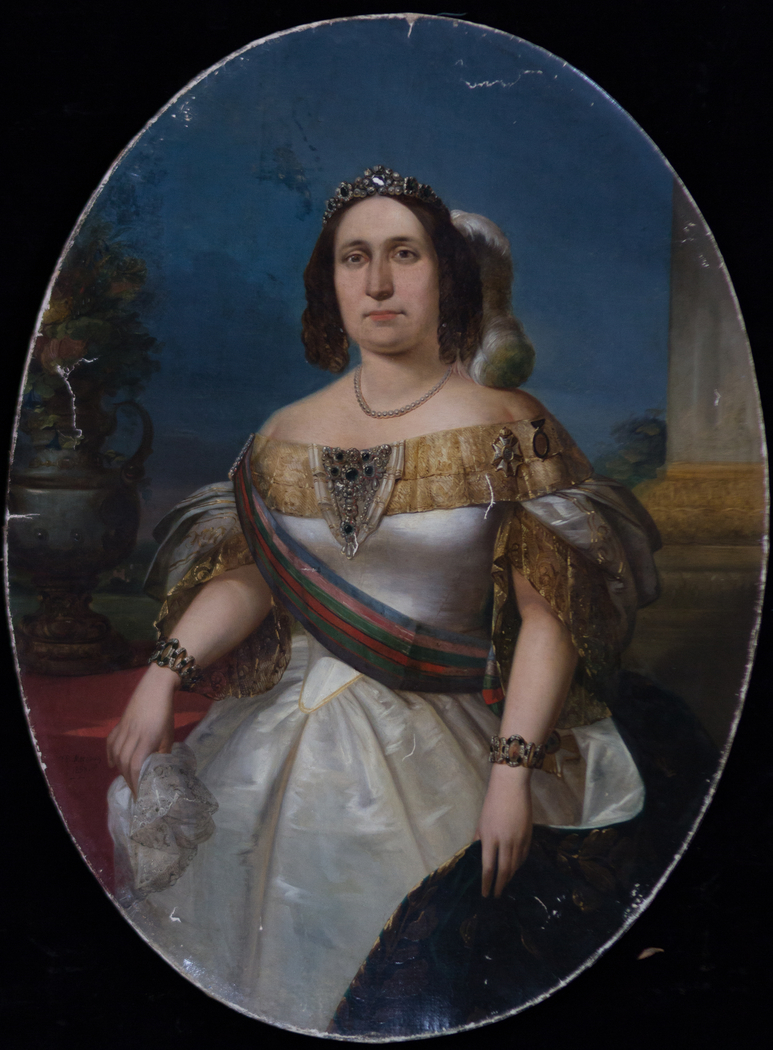
Retrato da Imperatriz D. Teresa Cristina, um retrato da Imperatriz Thérèse-Christine de Bourbon-Siciles, 1858.
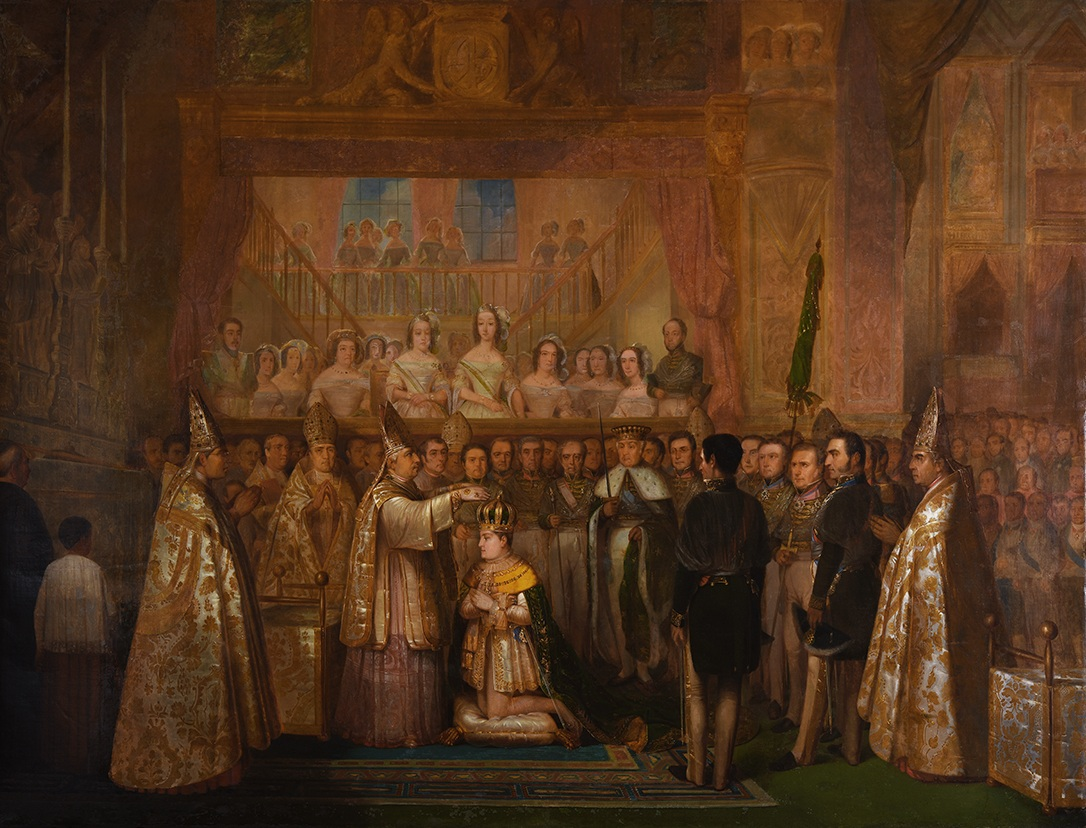
A Sagração de Dom Pedro II, 1842.

## Exposições
Participou de diversas exposições brasileiras importantes:
- 1841: 2 ed., Academia Imperial de Belas Artes, Rio de Janeiro
- 1842: 3 ed., Academia Imperial de Belas Artes, Rio de Janeiro — nomeado membro da Ordem de Cristo pela obra Sagração de Dom Pedro II[10]
- 1843: 4 ed., Academia Imperial de Belas Artes, Rio de Janeiro
- 1844: 5 ed., Academia Imperial de Belas Artes, Rio de Janeiro
- 1845: 6 ed., Academia Imperial de Belas Artes, Rio de Janeiro
- 1846: 7 ed., Academia Imperial de Belas Artes, Rio de Janeiro

José Roberto Teixeira Leite acrescenta que participou até 1949.